# Korab (pasmo)

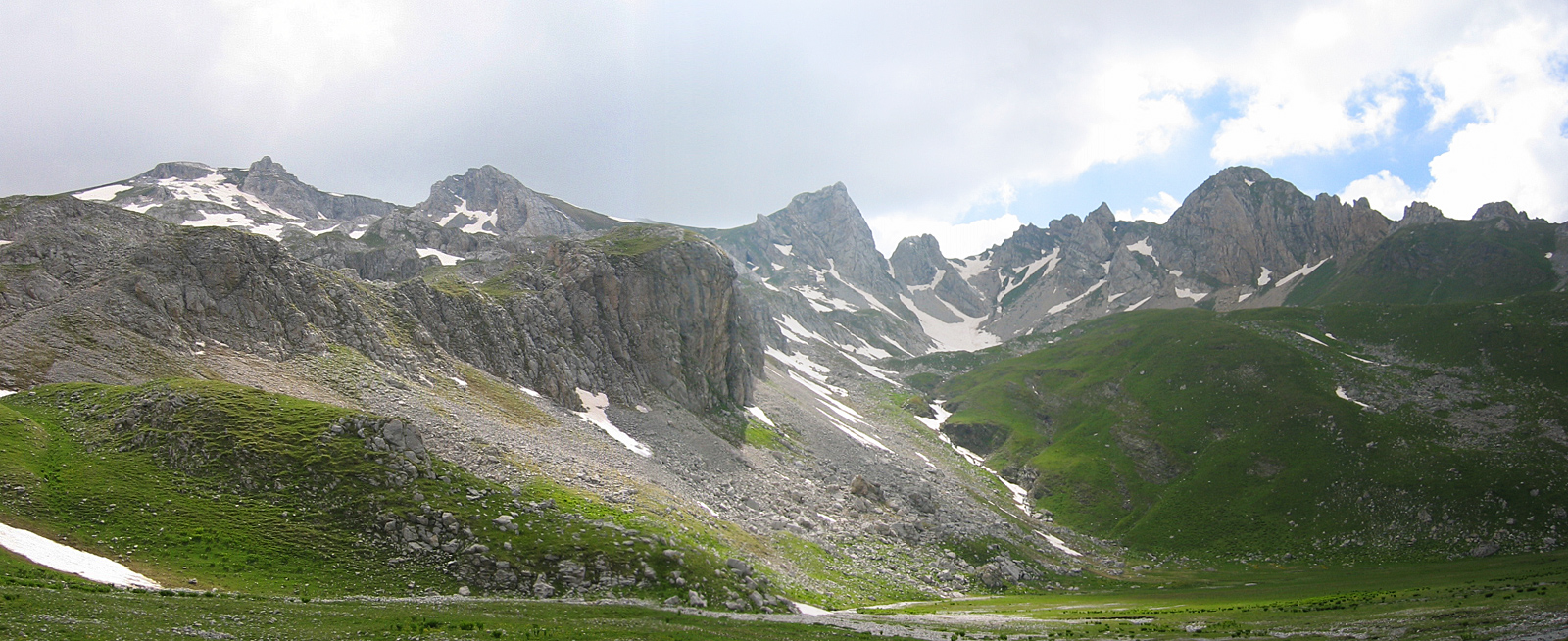
Pasmo Korab

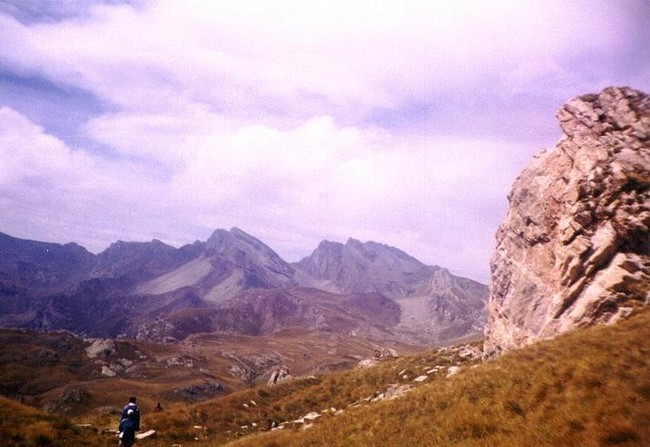
Pasmo Korab

Korab (alb. Mali i Korabit, maced. Кораб) – pasmo górskie na Półwyspie Bałkańskim, na pograniczu Macedonii Północnej i Albanii. Najwyższy szczyt masywu - Golem Korab osiąga wysokość 2764 m. W masywie znajduje się dziesięć szczytów przekraczających 2000 m, oraz jedne z najwyżej położonych przełęczy w regionie, między innymi Porta e Korabit të Vogël (2465 m) i Porta e Korabit të Madh (2062 m). Pasmo ciągnie się przez około 40 km z północy na południe.
Golem Korab jest najwyższym szczytem zarówno Macedonii Północnej, jak i Albanii. Jest drugim szczytem po Mont Blanc, który jest najwyższym punktem dla więcej niż jednego państwa. Jest też dwunastym co do wysokości „szczytem narodowym” w Europie. Nazwa Korab jest pochodzenia słowiańskiego i pochodzi od imienia słowiańskiego boga morza.

## Szczyty
- Golem Korab – 2764 m,
- Korab II – 2745 m,
- Korab III – ok. 2730 m,
- Shulani i Radomirës – 2716 m,
- Mały Korab – 2683 m,
- Kepi Bar – 2595 m,
- Kabaš – 2395 m,
- Mali i Gramës – 2345 m,
- Ciganski Premin – 2295 m,
- Plocha – 2235 m.